# Port Saint Mary
Port Saint Mary (in mannese Purt le Moirrey) è un distretto rurale dell'Isola di Man situata nello sheading di Rushen con 1.953 abitanti (censimento 2011) situato nella parte sud-occidentale dell'isola.